# Xu Dongdong
Xu Dongdong (xinès simplificat: 徐冬冬, pinyin: Xú Dōngdōng; Harbin, 16 de febrer de 1990) és una actriu, cantant i model xinesa. També és coneguda com Raquel Xu.
Xu va fer-se famosa el 2016 en interpretar Shen Jiawen, una narcotraficant, a la sèrie de televisió Yu Zui, que va atraure més de 100 milions de visualitzacions a iQiyi pocs dies després de la seua estrena, convertint-se en una de les sèries de televisió més populars adaptades per a la plataforma en línia.

## Biografia
Xu va nàixer a Harbin, Heilongjiang el 16 de febrer de 1990. Als 7 anys es va traslladar a Beijing. Es va graduar a l'Acadèmia d'Art de l'Exèrcit Popular d'Alliberament.

## Carrera
Xu tingué la seua primera experiència davant la càmera el 2007, i va ser escollida per actuar com a actriu secundària a Tears in the Red City, una sèrie de televisió protagonitzada per Cao Lan i Li Dongbei. I posteriorment va aparèixer a Oriental King Lion .
Xu tingué un paper menor com a Yue Rong a Chen Xiang (2010), protagonitzada per Li Yapeng, Tommy Tam, Wu Mian i Xu Huanshan.
El primer paper cinematogràfic de Xu va ser una aparició no acreditada de dona policia a la pel·lícula romàntica Eternal Moment (2011). És protagonitzada per Li Yapeng, Xu Jinglei, Wang Xuebing i Je Jie. La pel·lícula va recaptar 200 milions de yens amb un pressupost de només 10 milions de yens.
El 2012, Xu va aparèixer a sèries de televisió, com Master Lin in Seoul, The Sent-down Youth i Angry Photographer. Va participar en la sèrie de televisió de gàngsters Skynet 2012. Altres membres del repartiment són Du Zhiguo, Du Chun, Dai Jiaoqian i Wu Ma. Va participar en Jin Tailang's Happy Life, una sèrie de televisió romàntica protagonitzada per Song Dandan, Li Xiaolu i Wang Lei.
Xu va aparèixer com Na Na, una bonica xicona, a la pel·lícula de suspens Flash Play (2013). És protagonitzada per Alex Fong, Zhang Xinyu, Chrissie Chau, Lee Wei i Timmy Hung. Va protagonitzar amb Purba Rgyal a Letter of Tour. Aquell mateix any, va protagonitzar la sèrie de televisió de comèdia romàntica Gorgeous Workers, amb Hans Zhang, Choo Ja-hyun, Ken Chu i Wu Peirou.
El 2014, Xu va interpretar el paper principal a la pel·lícula de misteri Closed Doors Village. Va fer un cameo a Lord of Shanghai, una pel·lícula d'acció protagonitzada per Hu Jun, Yu Nan, Rhydian Vaughan i Qin Hao. Aquell mateix any, va interpretar al mestre de perforació Meng Xue, el paper principal a The First Paratrooper Team, protagonitzat per Purba Rgyal i Shao Bing.
Xu tingué un paper menor a Love Contractually (2015), protagonitzada per Sammi Cheng i Joseph Chang.
El 2016, Xu tingué un paper secundari clau a Yu Zui, creat per iQiyi. Va ser elogiada pel seu paper. Després de l'emissió de Yu Zui, va gaudir de les qualificacions més altes a la Xina i ràpidament va guanyar protagonisme. Va fer un cameo a Mission Milano de Wong Jing, una pel·lícula de comèdia d'acció d'aventures protagonitzada per Andy Lau, Huang Xiaoming, Shen Teng, Wong Cho-lam, Michelle Hu i Ouyang Nana. També va aparèixer a From Vegas to Macau III de Wong Jing i Andrew Lau, una pel·lícula d'acció protagonitzada per Chow Yun-fat, Andy Lau, Nick Cheung i Li Yuchun. Va interpretar a Shi Ying a la pel·lícula de drama romàntic històric Chinese Wine, al costat de Van Fan i Huang Yi.
Xu va aparèixer a Chasing the Dragon, una pel·lícula dramàtica d'acció dirigida per Wong Jing i Jason Kwan. La pel·lícula és protagonitzada per Andy Lau, que rep el seu paper de Lee Rock en la  sèrie de pel·lícules homònimes, i Donnie Yen, i està basada en el gàngster de la vida real Ng Sik-ho.

## Patrocini
És l'ambaixadora de marca de la beguda de llet de coco Ye Shu Pai, i apareix als anuncis de televisió i a les llaunes del producte.